# No se me hace fácil
«No se me hace fácil» es una canción interpretada por el cantante mexicano Alejandro Fernández, lanzada como el tercer sencillo del álbum Viento a favor (2007). Fue escrita por Gian Marco y producida por Áureo Baqueiro, y lanzada el 17 de septiembre de 2007 (ver 2007 en música). La canción fue utilizada como el tema principal de la telenovela de Televisa Tormenta en el Paraíso (2007-2008), producida por Juan Osorio.
El video musical de la canción fue dirigido por Pablo Croce. La actriz Ana de la Reguera protagoniza el vídeo.

## Posicionamiento en listas
En el Billboard Hot Latin Songs de Estados Unidos, el sencillo alcanzó la posición 17. En México, la pista llegó al puesto número 1.
| Lista (2007/2008)                                  | Posición más alta |
| -------------------------------------------------- | ----------------- |
| Hot Latin Songs de Billboard de Estados Unidos     | 17                |
| Airplay de pop latino 'Billboard de Estados Unidos | 6                 |